# Božena Fričová
Božena Jana Fričová (3. června 1865 Paříž – 12. července 1923 Praha) byla česká vlastenka, spolupracovnice Prvního československého odboje a jeho organizace Maffie v Čechách, dcera novináře, revolucionáře a exulanta Josefa Václava Friče a básnířky Anny Fričové. Je připomínána jako jedna z nejvýraznějších ženských osobností prvního domácího odboje ve snaze o vznik Československa.

## Život
Narodila se velmi pravděpodobně v Paříži  jako nejmladší ze tří dětí českého politika, spisovatele a aktivisty Josefa Václava Friče a jeho druhé ženy, básnířky a spisovatelky Anny Fričové, rozené Kavalírové. Rodina žila v pařížském exilu od roku 1859 poté, co byl J. V. Frič opakovaně vězněn a pronásledován za svou protirakouskou činnost. Měla dva bratry, Josefa a Jana, kteří se rovněž narodili v Paříži. Roku 1867 se Anna Fričová i s dětmi vrátila do Prahy,  roku 1880 se k rodině vrátil též otec, který zde roku 1890 zemřel. Božena pak žila v Praze, kde získala dobré vzdělání. Posléze absolvovala hudební akademii v Lipsku.

### Československý odboj
Po vypuknutí první světové války roku 1914 se zapojila do aktivit protirakouské odbojové skupiny Maffie sestávající z domácích členů a také exilové skupiny Tomáše Garrigue Masaryka, Edvarda Beneše a Milana Rastislava Štefánika zasazující se o vznik samostatného Československa. Spolupracovala např. s Přemyslem Šámalem či Václavem Klofáčem, zejména ve věci shromažďování informací a předávání kurýrních zpráv. Byť ženy vzbuzovaly obecně menší podezření z nepřátelské špionáže, Fričová nicméně pracovala spolu s ostatními zapojenými pod neustálou hrozbou obvinění z vlastizrady.
Po vzniku Československa roku 1918 byla její činnost v souvislosti s Maffií hojně připomínána, vedle dalších zde zapojených žen, jako např. Karla Rašínová, Božena Šámalová, Zdeňka Rýdlová-Kvapilová či Hana Fillová.

### Úmrtí
Božena Fričová zemřela 12. července 1923 v Praze. Pohřbena byla spolu s rodiči v rodinné hrobce na Vyšehradském hřbitově.